# 馬旗
馬旗（1954年—），香港民主派人士，民主黨黨員，國立台灣大學藥學系畢業，前深水埗區議會荔枝角選區議員，前屯門區議會掃管笏選區議員。2021年5月11日，在Facebook表示不認同「宣誓擁護政府施政」及「國安紅線飄移」，辭任區議員。

## 參與選舉

### 1994年區議會選舉
1994年區議會選舉，港同盟匯點共同推薦藥劑師馬旗出選荔枝角選區，而時任深水埗區議會區議員鄭錦華由南昌東轉移到本選區爭取連任，結果馬旗以973票勝過鄭錦華342票成為荔枝角選區首任區議員。馬旗因應港同盟匯點合併成立為民主黨而成為創黨成員。

### 1999年區議會選舉
隨後荔枝角站附近工業樓宇開始重建成商業或工貿大廈，加上九十年代昂船洲及荔枝角道以南海域進行填海工程，海岸線由通州街及荔枝角道一帶船廠推展到昂船洲，形成現時模樣，人口維持穩定。直至九十年代末、二千年初，荔枝角道以南由不同發展商發展成不同屋苑。1999年區議會選舉南界調整到興華街，馬旗參選連任，民建聯則派出劉志明挑戰，結果馬以840票多於劉的509票而成功連任。

### 2003年區議會選舉
2003年區議會選舉，馬旗轉到鄰近的蘇屋選區參選，挑戰爭取連任的民建聯陳偉明及民協黨員劉惠德。由於多人參選加上七一效應，結果投票人數大大增加，陳偉明以2,524票對馬旗的836及劉的699票，陳偉明以超過六成得票成功當選。

### 2004年立法會選舉
2004年香港立法會選舉，馬旗獲民主黨列入九龍西名單第四順位。
| 編號 | 政黨   | 候選人                         | 票數（百分比）                 |
| ---- | ------ | ------------------------------ | ------------------------------ |
| 1    | 獨立   | 柳玉成、梁雪芳、劉寶坤         | 01,824 (0.8%)                  |
| 2    | 民協   | 馮檢基＊                       | 46,649 (20.49%)                |
| 3    | 職工盟 | 劉千石＊                       | 43,460 (19.09%)                |
| 4    | 民建聯 | 曾鈺成＊、鍾港武、李慧琼       | 61,770 (25%+2.13%) 餘票：4,846 |
| 5    | 民主黨 | 涂謹申＊、陳家偉、林浩揚、馬旗 | 60,539 (25%+1.59%) 餘票：3,615 |
| 6    | 民協   | 廖成利                         | 13,452 (5.91%)                 |

- 總有效選票：227,694
- 門檻：56,924（25%）
- 最後一席：劉千石（43,460票，19.09%）

### 2007年區議會選舉
2007年香港區議會選舉，民主黨派出前深水埗區議會荔枝角區議員馬旗轉到屯門市中心參選，同時亦有獨立的關志華和黃盛挑戰歐志遠，結果歐志遠以五成半得票成功擊敗對手連任。

### 2019年區議會選舉
2019年區議會選舉，民主黨前深水埗區議會荔枝角區議員、後改於屯門區落戶的馬旗參選掃管笏選區擊敗兩個建制派的對手，成為掃管笏選區首位民選區議員，相隔16年再度出任區議員。
| 政党   | 政党     | 候选人    | 票数  | %     | ±      |
| ------ | -------- | --------- | ----- | ----- | ------ |
|        | 新民黨   | ①. 陳家正 | 982   | 31.72 | 不適用 |
|        | 實政圓桌 | ②. 劉啟文 | 466   | 15.05 | 不適用 |
|        | 民主黨   | ③. 馬旗   | 1,648 | 53.23 | 不適用 |
| 多数票 | 多数票   | 多数票    | 666   | 21.51 | 不適用 |

## 事件

### 工作報告被香港郵政政治審查
2020年7月17日，馬旗及黨友尹兆堅召開記者招待會，表示由於其向居民發布的工作報告提及《港區國安法》，結果被香港郵政打壓言論自由。香港郵政表示郵政署只回覆「拒絕批核」四字，並無解釋詳細的拒絕原因。他亦曾多次追問，但郵政署只以「郵局擁有最終決定權」為由，未有解釋原因。尹兆堅批評郵政署態度反覆，執法欠標準，亦提到黨友甘乃威亦有同類遭遇，對連續出現政治打壓感憂慮，稱現時「已經唔係溫水煮蛙，係大滾水淥蛙」，但強調會追究到底，反擊白色恐怖。

## 資料來源
1. ↑  . 2019 District Council Election. 2019-11-25  [2019-12-30]. （原始内容存档于2020-01-02）. （页面存档备份，存于）
2. ↑  .   [2020-02-15]. （原始内容存档于2019-11-28）. （页面存档备份，存于）
3. ↑  . 民主黨.   [2021-12-20]. （原始内容存档于2021-06-28）. （页面存档备份，存于）
4. ↑  周皓宜. . 香港01.   [2021-05-11]. （原始内容存档于2021-05-12）. （页面存档备份，存于）
5. ↑  http://www.eac.gov.hk/pdf/distco/ch/2003dc_report/appendix4_c.pdf （页面存档备份，存于） （页面存档备份，存于） 2003區議會選舉報告書　附錄四 二零零三年區議會選舉結果
6. ↑  .   [2020-07-22]. （原始内容存档于2020-07-22）. （页面存档备份，存于）
7. ↑  .   [2020-07-22]. （原始内容存档于2020-07-22）. （页面存档备份，存于）

| 香港區議會 | 香港區議會                                                  | 香港區議會    |
| ---------- | ----------------------------------------------------------- | ------------- |
| 新頭銜     | 深水埗區議會 荔枝角選區區議員 1994年9月19日－2003年12月31日 | 繼任： 莊志達 |
| 新頭銜     | 屯門區議會 掃管笏選區區議員 2020年1月1日－2021年5月31日     | 繼任： 懸空   |